# Sremski Mihaljevci
Sremski Mihaljevci (cyr. Сремски Михаљевци) – wieś w Serbii, w Wojwodinie, w okręgu sremskim, w gminie Pećinci. W 2011 roku liczyła 769 mieszkańców.